# Piper curtilimbum
Piper curtilimbum är en pepparväxtart som beskrevs av C. Dc.. Piper curtilimbum ingår i släktet Piper och familjen pepparväxter. Inga underarter finns listade i Catalogue of Life.